# 淅川县
33°9′46.25″N 111°29′31.21″E / 33.1628472°N 111.4920028°E
淅川县是中华人民共和国河南省南阳市下辖的一个县，位于河南省西南边陲，豫、鄂、陕三省交界处，因淅水纵贯境内形成百里冲积平川而得名。该县地势险要，古战乱时期易守难攻，有“中原未战，淅境兵动”之称。全县总人口为53.86万人，总面积2798平方公里，约合420万亩，其中荒山290万亩，水域60万亩，其他地形约70万亩，全部位于南水北调中线丹江口水库流域范围，淅川县是南水北调中线工程主要淹没区、是渠首工程和干线工程所在地。縣政府駐人民路。
淅川是楚文化的发祥地和楚始都丹阳所在地，楚国800多年历史中有300多年定都淅川，45位楚王中19位在淅川。楚人以丹阳为起点，取威定霸于春秋战国，开疆拓土，一路南征，先后统一了50多个小国，成为南方的霸主，并创造了辉煌的文化。

## 历史

### 远古至元代

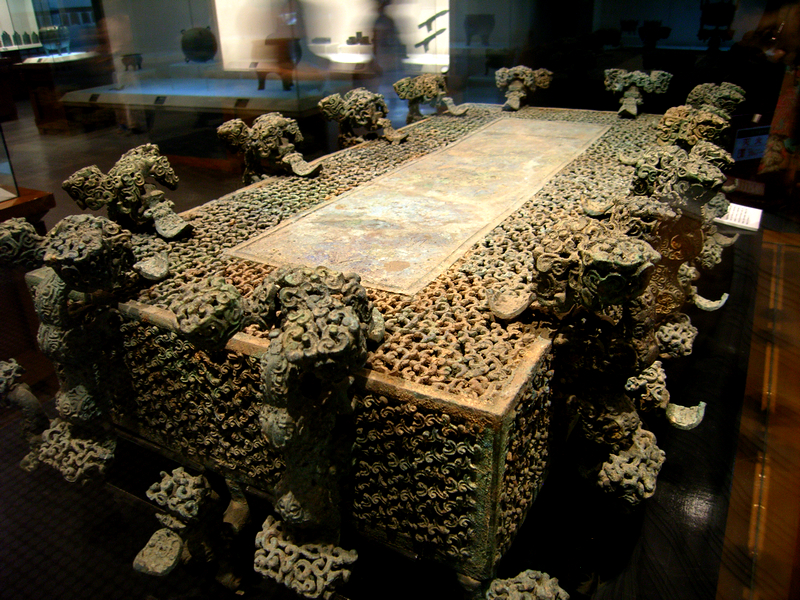
淅川出土的云纹铜禁，现藏于河南博物院

淅川历史久远，早在70万年前人类就在这里聚居生息。尧舜时，淅川是舜的儿子丹朱的封地。西周时，淅川是楚族熊绎的封地。
春秋时，淅川属于楚国及其附庸国鄀国之地，楚始都丹阳（如今已经被丹江口水库淹没）在淅川境内。
战国时，淅川西北部为秦国商、於之地，余为楚国丹析地，公元前313年，秦国张仪欺骗楚怀王要其与齐国断交来换取秦国六百里的商於之地，怀王中计，与齐国断交后只得六里地。怀王恼怒不已，发兵进攻秦国，然而楚兵却在今天淅川境内的丹水和淅水一带大败于秦军，史称丹阳、蓝田之战。秦朝时，秦始皇26年设置丹水县，县治今大石桥乡柳家泉附近，另说为寺湾镇。
汉朝时，西汉成帝初年（前31年前后）刘骜封“胶东顷王”刘音的三子刘共为“顺阳侯”，封地位于李官桥镇一带。汉成帝去世后，汉哀帝刘欣继位，封孔光为博山简烈侯，改顺阳县为博山县，清人王先谦称之为孔光国，属南阳郡。东汉设立顺阳县，建安十三年（208年），曹操夺荆州，分南阳郡西部设置南乡郡，东晋更名为顺阳郡。北魏置析阳郡，下辖西析阳县和东析阳县，东析阳县治所位于今马蹬镇一带，后改称淅川县。后周并入内乡县。唐朝初，复置淅川县， 治所位于马蹬，唐武德三年（620年）设立淅州，辖淅川、丹水、顺阳三县。贞观八年（634年）淅州废，淅川改属山南东道邓州。五代十国和北宋时期，淅川由邓州管辖。金朝和元朝时期，淅川并入内乡县，依旧为邓州领地。

### 明清时期
明朝时，大量的流民涌入淅川，宣德三年（公元1428年），仅山西一省饥民，流徙南阳诸郡不下十余万，明成化元年（公元1465年）3月，河南西华人刘通率领淅川数万流民举行起义。这次流民起义虽被很快镇压，但却引起了当权者的高度重视。明成化六年（公元1470年）春，朝廷命右副都御史原杰以户部左侍郎巡抚河南，清查吏治，抚治流民。原杰认为内乡县幅员太广，难以控制，便向朝廷建议将淅川从内乡县重新划出单独设县，来管理流民。这一年，明政府同意设置淅川县，隶属于南阳府邓州管辖，县城初设马蹬镇。成化七年（公元1471年），淅川县城由马蹬再向老城（己被水淹没）迁移。河南按察司事顾以山亲赴淅川考察选点，并作诗《淅阳驻节》。成化十二年（公元1476年），淅川又同时隶属于郧阳抚治都察院。崇祯六年（1633年）10月初2，李自成攻克淅川城。
清朝时，康熙十九年（1680年），郧阳抚治都察院被撤，南阳府同知移驻淅川。嘉庆七年（1802年），荆紫关镇已成为商业重镇，为加强管理，设副将、都司等军事长官；1827年，荆紫关镇增设副将一名，守营千总一名，同时在荆紫关镇南夯建土城，在李官桥镇设千总一员；道光十二年（1832年）淅川县升为淅川厅，设同知，属南汝光淅道；咸丰七年（1857年），捻军首领姜太林率部进攻李官桥镇，杀富济贫；清穆宗同治元年（1862年3月5日）太平天国军由内乡攻入淅川，包围县城，数日未克，转而西进，攻占荆紫关镇；1864年3月19日，太平天国军和捻军会师于李官桥镇，附近百姓踊跃投军，两军扩展至10万；光绪三十一年（1905年）新任河南巡抚以淅川界连楚、陕，教堂林立，需加强管理为由，奏准淅川厅升为 淅川直隶厅，县丞驻荆子关，属河南承宣布政使司。

#### 中华民国时期
民国元年（1912年）2月，淅川地方绅士全子杰、金橹樵、宋莲舫等人响应辛亥革命，宣布淅川独立，清王朝在淅川的统治从此结束；1913年3月撤销淅川厅改为淅川县，1915年，淅川桐油、生漆、石棉、金沙参加美国的“巴拿马万国博览会”；1923年12月下旬，宝丰土匪老洋人（张庆）攻占李官桥镇，杀害4千余人，绝34户；1929年9月，淅川与邓县、内乡、镇平结为联防，时称宛西联防，即宛西自治；1940年5月，日军轰炸淅川县城； 为躲避日军侵略，1944年6月初，河南大学迁驻荆紫关镇；1945年,日军大肆侵略淅川，4月2日，淅川县城沦陷，此后国民党军队与日军激战，4月29日，美国P-15型飞机来淅川协助国民党军抗击日军，4月30日，国民党第85军、89军在鹰爪山、霸王寨等地与日军浴血奋战，历时3天共击灭日军4000余人，8月17日，日军败离淅川；1947年冬，陈重华征集万名民工，修筑城防以阻挡共军入侵。1948年5月，淅川县被共产党占领，并设立淅川县人民民主政府，属南阳地区行政公署，国民党统治结束。

#### 共和国时期

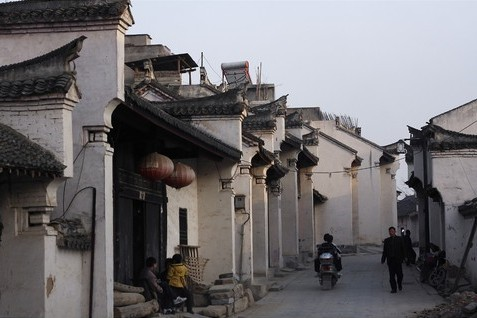
中国历史文化名镇-荆紫关镇

1959年，受南水北调工程影响，淅川县城将被淹没，县城需要迁建。在对寺湾、卡房和上集等8处新县城的城址反复比较后，最终选择了距老县城40公里处的上集镇建设新县城，政府所在地从老城搬迁到今上集镇附近。
1960年8月由于丹江口水库蓄水，包括淅川最为富庶的顺阳川、丹阳川和板桥川在内的54.84万亩土地被水淹没，丹江口水库一期工程，淅川县的直接经济损失高达7.4亿元，而中央政府给予的补偿仅有1.2亿元。
1966年6月18日，淅川县高中停课“闹文化大革命”，接着全县教育界陷入混乱；8月初，红卫兵大肆破坏境内的寺庙、文物，造成严重损害。1968年5月名称改为淅川县革命委员会。
1972年12月，原本属于邓县的九重、厚坡两个公社的56个大队、573个生产队划归淅川县。
1973年11月29日，宋湾公社瓦庙、太山、袁坪发生因丹江口水库蓄水而诱发的5.1级地震，此次地震震源浅、危害大，在20平方公里震区内，房屋倒塌305间，损坏744间，墙壁裂缝和倾斜的855间，并伴有地面轻微裂缝。经济损失300余万元。
1978年春，荆紫关公社和湖北郧县洋溪公社（今白浪镇）因水利矛盾造成伤亡事件，此后争议迭起，多次反复。

## 地理

### 地形
淅川位于伏牛山南麓，全县从西北到东南长约107公里，宽约46公里，总面积2798平方公里。淅川县是西北突起向东南展开的马蹄形地形，西北部为低山区，中部为丘陵区，东南部为岗地及冲积平原区，丹江口水库位于县南部，县北部和西北部属于秦岭东段延伸部分的伏牛山南侧，山体大致为东西走向，海拔在900米左右的山脉自北向南连绵不断，县西和西南部有秦岭和大巴山，与湖北交界的走马岭东西两峰海拔高度分别为1033米和1086米是全县最高峰。丹江口水库东边属于南阳盆地西南边缘，呈平垄岗状。

### 山脉

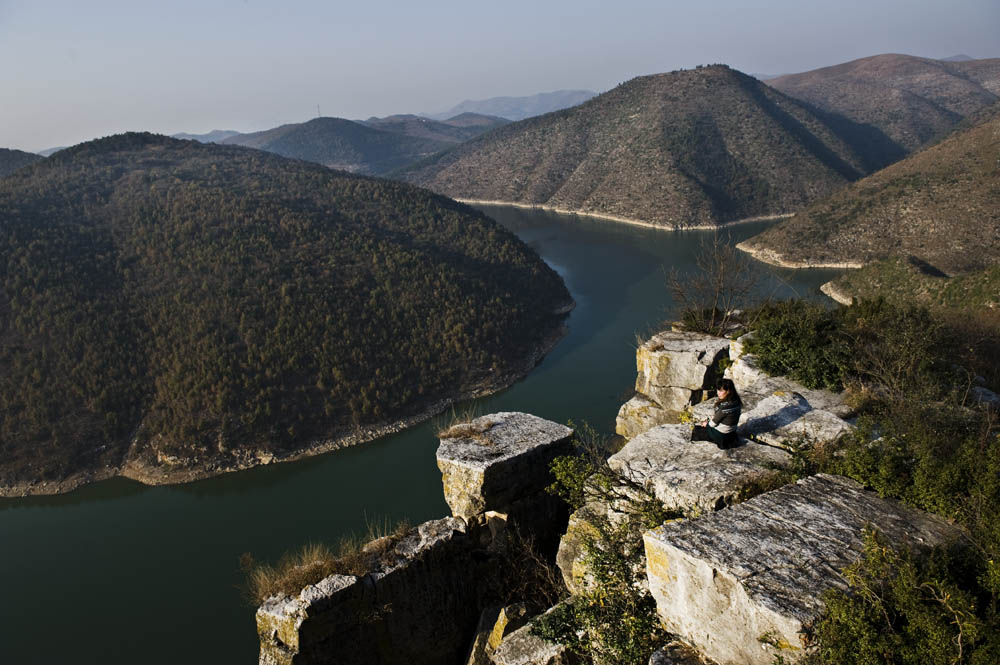
淅川太白峡

猴山：位于丹江和淇河之间，主峰在荆紫关北6公里处，海拔943.3米,北坡陡峭，南坡较缓，岩层为石灰岩。
香炉山：位于淇河和东簧河之间，主峰位于西簧乡北5公里处，海拔849.9米。
玉皇顶：位于淇河下游以东，鹳河以西，主峰位于西黄、寺湾、毛堂三乡交界处，海拔902米北部与西峡的封子山相连，自西北向东南蔓延到横沟一带，山势骤降成为丘陵；至黄柏观形成一分支，再度隆起，出现凤凰寨、大寨等海拔700米以上的山脉，以及五台岭等较大丘陵。
角子山：位于淅川和内乡交界处，展布于马蹬镇南部地区，主峰海拔约512.5米。
朱连山（三尖山，又名三颤山）：位于香花镇南部，主峰海拔499米。
四峰山：位于滔河乡南部和仓房镇、盛湾镇。主峰四峰并立，最高峰为跑马岭，海拔1086米，是全县最高点。
马蹬山： 位于黄庄西北，古马蹬镇（已被淹没）东南，周边还有石穴山、岵山、王子山，绵联百余里。宋绍定六年（1233年），孟珙破金将武仙于顺阳，武仙退屯马蹬山，于是顺阳、申州、唐州皆向孟珙投降，武仙的部将刘仪领壮士二百降，并向孟珙报告了武仙的虚实，孟珙当即派兵袭击敌寨，杀掉大量金兵。孟珙估计，武仙在遭到沉重打击之后，将会登上岵山顶观察宋营动静，便命部将樊文彬在岵山设伏。武仙果至，中了埋伏，纷纷溃逃。

### 水文
淅川县河流全部属于长江流域汉水水系，丹江为汉江一级支流，淇河，滔河，鹳河，金豆沟河，白浪河，洋溪河，江峪河，刁河等为汉江二级支流。全县共有大小河流467条，流域面积在100平方公里以上的为丹江，占全县流域总面积的93.5%，流域面积在50平方公里以上的河流有15条。山区形河流，河槽深，洪枯流量变幅大，部分河段夏秋季节洪水徒增徒落，冬春季节枯竭甚至断流。全县河流均不封冻。

### 地质构造
- ：块状坚硬花岗闪长岩、花岗岩侵入岩组
- ：片状、块状坚硬片麻岩、片岩变质岩组
- ：中厚层坚硬灰岩、白云岩碳酸盐岩组
- ：中细粒层状较坚硬粉砂岩、泥岩、粘土岩碎屑岩组
- ：亚粘土、亚砂土、砂、砂砾石多层土体
- ：地貌分区①低山区②丘陵区③岗地及冲积平原区

淅川县属于扬子地层区秦岭南部分区淅川小区。境内地层发育比较齐全，从古元古界到新生界地层大部都有出露。县境北部分布有多期次、不同规模的岩浆岩体。按境内岩土体成因及工程地质特征分为侵入岩组、变质岩组、碳酸盐岩组、碎屑岩组、松散土体五个工程地质岩组。其中变质岩组及碎屑岩组分布区地质灾害多发。
淅川县地处华北板块与扬子板块碰撞接触带南侧。受板块运动的作用，境内经历了多次构造运动，形成了复杂的地质构造。区内构造线方向大体呈北西-南东向展布。由于长期受到近南北向水平应力的挤压，致使境内褶皱大部倒转，断裂力学性质复杂，挤压破碎带十分发育，规模大，连续性强，延伸远。

### 气候
淅川属北亚热带向暖温带过渡的季风性气候区，四季特征为，春季（3月－5月）回暖快，偏东南风多，气温升降剧烈，4月阴雨天气较多，5月常有大风出现。夏季（6月－8月），降雨集中、旱涝不均，初夏多干旱，中、后夏降雨较多。秋季（9月－11月）凉爽，多连阴雨，晚秋降温迅速，降雨骤减。冬季（12月－2月）西北风多，干冷，由于西北方有秦岭、伏牛山的天然屏障和境内西北诸山峰形成的两道防线，在一定程度上阻挡了北方的冷气团南侵，年平均气温15.8°C，高于同纬度的东部地区2°C左右，无霜期约为228天。
淅川境内雨量充沛，年降水量为804.3毫米，由于境内地形复杂，受局部环境影响，各地降水量不均，丹江口水库以东的垄岗丘陵区降水少，如东南部厚坡一带年平均降水量为770毫米，县城周围年平均降水量为809毫米，西部荆紫关一带年平均降水量为798毫米，北部毛堂南部南山一带年平均降水量为870毫米，东南部易旱。

## 资源

### 渔业资源
淅川是河南省鱼类较多的生产区，“丹江口水库”可养殖水面约为36万亩，占水库总面积的65.2%。从2003年起，淅川县连续7年实行春季禁渔制度。在4月1日至6月30日，停止一切捕捞生产活动，所有渔船、渔具一律撤出捕捞水域，让鱼类充分“修养生息”。水库出产的淡水鱼即“丹江鱼”口感鲜嫩、柔软、味香，主要种类有青鱼，草鱼，鲢鱼，鲫鱼，鲤鱼等20多种。2003年，河南省农业厅认定丹江鲢鱼、鳙鱼、银鱼、草鱼、鲤鱼等品种为河南省无公害农产品。2006年“丹水鱼”品牌获得“河南省名牌农产品”荣誉称号。经有关专家化验，丹江鱼富含不饱和脂肪酸高于其它鱼类1.2倍，含有丰富的氨基酸、矿物质和维生素等，经常食用对降血脂、强记忆、增智力效果显著。

### 矿产资源
已探明可开发利用的矿藏42种，其中“蓝石棉”、“虎睛石”和“松香黄大理石”储量全国第一，“蓝石棉”主要分布在上集、毛堂、西簧一带，全长34公里，另外“砂金”、“石灰岩”、“石膏”、“白云岩”储量居河南省第一。2010年，经过对内乡县大桥至淅川县上集一带钒矿普查，探明钒矿资源100万吨，提交超大型矿产地1处。据悉，这是河南省目前最大的钒矿矿产地，占河南现有钒资源量四分之一。淅川县11个乡镇有丰富的钒土资源，具有分布广、储量大、层次稳定、易开采等特点，目前已探明的钒资源量达300多万吨，平均品位1.5％。

## 行政区划
淅川县下辖2个街道办事处、11个镇、4个乡：
龙城街道、商圣街道、荆紫关镇、老城镇、香花镇、厚坡镇、丹阳镇、盛湾镇、金河镇、寺湾镇、仓房镇、上集镇、马蹬镇、西簧乡、毛堂乡、大石桥乡和滔河乡。

## 人口方言
| 城市 | 人口  |
| ---- | ----- |
| 1470 | 1.43  |
| 1522 | 1.93  |
| 1659 | 1.52  |
| 1691 | 2.80  |
| 1905 | 15.59 |
| 1930 | 37.50 |
| 1942 | 22.15 |
| 1977 | 11.34 |
| 1985 | 13.48 |
| 2000 | 64.13 |
| 2007 | 74.31 |

明成化六年（1470年），全县总人口为1.43万，至1948年，人口增至30.7万余人，中华人民共和国成立后，受国家政策影响，人口暴增，1958年前后饿死数万，易子相食时有发生。1970年代达到顶峰，但随着计划生育政策的限制，人口增长率不断下降，1985年与1978年相比，下降了10.9%。根据官方的统计，截止2007年年末全县总人口为74万人，常住人口为656121人，其中城镇人口为190413人，出生率为10.42‰，死亡率为4.48‰，自然增长率为5.94‰。城镇化率为29.02%。2009年到2011年，因南水北调移民至外县市的人口达16.2万。
根據第七次人口普查數據，截至2020年11月1日零時，淅川縣常住人口538569人。
淅川话属于汉语北方方言中原官话河南话的分支，按照发言差异，可分为西北区（以荆紫关、西簧、寺湾为代表）和东南区（以香花、九重、厚坡为代表，属于邓州话），两区的发音有稍微差异。淅川话在词汇上和普通话存在很多差异，有一些独特的词汇，在词的构成中有一些不同的语素，比较明显的有“起”，在淅川话中，“起”在淅川话中有方位的意思，一些特色词汇举例如下：
| 淅川话            | 普通话                 |
| ----------------- | ---------------------- |
| 门边起            | 门旁边                 |
| 入利发            | 打赌                   |
| 不美起            | 不爽、不舒服           |
| 半调子            | 有点装疯卖傻的人       |
| 啥牌名            | 没有一点名堂           |
| 白球勺            | 不会办事或不通事理的人 |
| 眼起人            | 艳羡别人               |
| 揍啥              | 干啥                   |
| 旮旯窝（gelaowo） | 腋窝                   |
| 摆治              | 捉弄                   |

## 交通状况
历史上淅川的水路交通极为方便，沿丹江北达秦川，南至荆襄直通汉口。在铁路交通未发达时期，这里是连结东南和西北诸省的重要商业通道。截至2008年，淅川境内的公路总里程190余公里，乡村公路包括县道6条共225余公里，乡道12条共292余公里，村道共1756余公里（其中村村通公路共1572余公里）。
208国道起点为内蒙古二连浩特，终点为河南淅川。209国道穿越西簧乡和寺湾镇向南连接湖北郧县，在建的241国道穿越厚坡镇和九重镇向西南连接湖北丹江口市，省道S335穿越西峡、淅川和邓州三地；规划的环丹阳湖（丹江口水库）陆路游览交通环，水库东部的S335省道北接小三峡大桥 西延至仓房镇和湖北石鼓镇过丹江二桥连接太子山环线道路连接渠首至香花镇南侧S335省道，形成环丹阳湖的陆上道路游览和通勤交通线；高速公路有三淅高速公路 (三门峡--西峡--淅川寺湾镇鹁鸽峪)，内邓高速公路（内乡--淅川--邓州），经过淅川县的厚坡镇和九重镇；随着南水北调中线工程丹江口库区移民复建工程完工，淅川县宋岗、下寺、张营、石桥等10个专业码头投入使用；规划的丹西铁路和运十铁路将经过淅川。

## 经济

### 农副业
淅川经济以农业为主，辣椒产业尤为发达，被称为“全国辣椒第一城”。淅川辣椒年产12万吨，其中朝天椒10万吨。出口量占全国30%，年出口额达到5000万美元。淅川县以建设“辣椒淅川、水上淅川、林果淅川”的特色农业强县为目标，主导产业为小辣椒、花椒、林果、湖桑、水产、畜牧、林业，特色产品有食用菌、大枣、胡桑、烟叶，着力打造“香花小辣椒”、“丹江鱼”、“淅水鹅”、“淅川大灵枣”四大品牌。粮食作物以小麦，玉米，红薯为主，其次是谷子，大豆，绿豆等粗粮作物；经济作物有烟叶，辣椒，芝麻，花生，油菜籽等；果树种类繁多，但具有规模批量生产的不多，主要有大枣，柿子，葡萄，樱桃，苹果，梨，红果，栗子，核桃，杏；中药材方面，以种植黄姜为主，主要分布区在西簧乡、寺湾镇以及老城、荆关、毛堂、大石桥一带。

### 工业
明代，淅川五匠六坊等手工业遍布境内；清代，制陶、造纸业相继兴起；民国17年（1928年），大泉寺造枪厂创立，开始半机械化生产。民国30年（1941年）,县兴隆纺织厂、裕民铁工厂和兴汉、罗叱、豫华等卷烟厂陆续建成投产，后来由于国共内战，工厂相继倒闭。
中共建政后的1980年代淅川以矿产开采和金属加工为主。近几年则是以电解铝、铁合金冶炼、汽车减振器加工、制药业为主。因为工业中大多为资源开发型企业，并且污染严重，但为了保护水质，该县关闭了大批污染企业，主力发展“低碳经济”。目前，淅川正在建设淅川产业集聚区，聚集区位于香花镇、厚坡镇和九重镇交界地带，该区交通便捷，省道S335贯穿全境，距离焦柳铁路和二广高速不足30公里，距南阳机场和襄樊机场均在100公里以内，即将修建的宁西铁路和汉十铁路连线、内邓高速均穿境而过；电力供应充裕，现有35KV变电站二座，110KV变电站四座、220KV变电站一座，全区规划面积19.7平方公里，已建成区面积5.1平方公里。主导产业为新材料、化工产业，主要龙头企业为淅川县电业局、福森集团、铝业集团、九信电冶、淅川汽车减振器公司。

## 社会

### 淅川移民
1959年至1978年，受丹江口水利枢纽工程影响，初期工程淹没了淅川县城1座，大型集镇（李官桥）1个，一般集镇（区所在地：埠口、三官殿、宋湾、滔河、马蹬）5个，小集镇（下寺、双河镇、关防滩、下集、龙城、凌楼、党子口、泉店）8个， 20.2万人被迫移民。

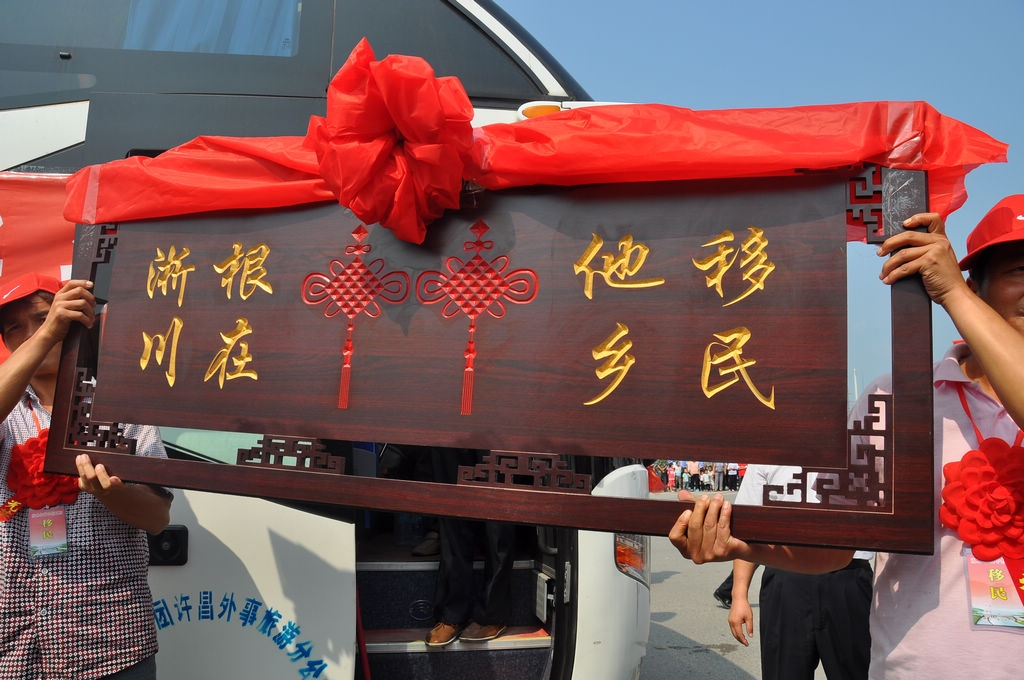
赠予淅川移民的匾额

对于移民问题，当时中共中央的政策是当地政府自己解决。南阳政府从1959年4月开始将22342名移民送往青藏高原三个贫困县，当地共产党干部对待移民极其凶残，完不成劳动任务的移民会遭到毒打，不给饭吃，在不到一年的时间里有数千移民死于当地共产党干部之手。在这样残酷的环境下，移民决定回迁河南淅川，但青壮年劳动力被强迫扣留，其他老弱病残的移民依靠沿路乞讨离开了青海。
1961年，丹江口大坝蓄水，库区124米以下的居民需全部迁走，淅川有2万6千多移民，移民每人有170元搬迁费（当时中国通货膨胀率高达16%，物价严重上涨，170元人民币大约能买一百多个馒头）。
1964年，淅川有6万8千多移民迁往湖北荆门和钟祥，其中4.9万人被安置在钟祥柴湖镇，柴湖原本是一片沼泽之地，条件恶劣，无人居住。柴湖地下水中的铁、锰及细菌总数严重超标，搬迁到这里的居民食道癌发病率极高。移民开垦的土地，经常被当地人霸占，移民与当地人之间的暴力事件时有发生，移民的人身安全受到严重威胁，在种种恶劣环境下，有大量移民回迁淅川，但他们却没有了赖以生存的土地和房屋。近年来，受南水北调后续工程丹江口大坝加高的影响，又有16.2万淅川人民搬离自己的家园。

### 教育
明代成化八年（1472年），老城东南创建儒学，明正德年间（1506年至1521年），建立陰陽學（主要教授天文、气象、地理等知识）和医学各一所。清代嘉庆至乾隆年间（1736年至1820年），相继建立了崇文、文兴、昆阳三大书院，同时，县内繁华的集镇开始兴办社学、义学和私塾。教学内容主要是《三字经》、百家姓、《四书五经》等。清末，废书院、兴学堂，学部规定以“忠君、尊孔、尚公、尚武、尚实”为教育宗旨，先后创办初、高等小学堂、女子学堂、中学堂和初级师范学堂等。民国伊始，改学堂为学校，县境内普遍扒神像，改庙宇，兴办教育，教育宗旨从“养成健全人格，发展共和精神”到后来的以“礼义廉耻”为校训。民国二十年（1931年）淅川推行地方自治，教育事业有较大的发展，各区设中心小学，各保设国民小学。地方自治派要求各级学校以“政教养卫”为原则，训练学生以服务社会为目的。抗日战争期间，省会开封以及豫东20多所大、中学校先后迁入淅川，对淅川的教育事业起到了很大的促进作用。
中华人民共和国成立后，受各种政治运动以及丹江口库区移民搬迁的影响，淅川的教育质量连年下降，后随着社会进入正常化状态，教育得到一定改善，截止2008年全县共有各级各类学校825所，其中高中5所，初中30所，小学514所，职业学校2所，成人技术学校15所，幼儿园258所，特殊教育学校1所。淅川一高的前身是1905年的“淅川厅中学堂”,已有百年历史，目前校址位于淅川县西城区。淅川县实验中学（淅川二高）于1978年创建，位于淅川县城东部。河南大学荆紫关附属高中创建于1901年，位于荆紫关镇水安城里。淅川五高由原“厚坡高中”移建，校址位于原淅川一高旧址。

## 名胜古迹

### 风景名胜

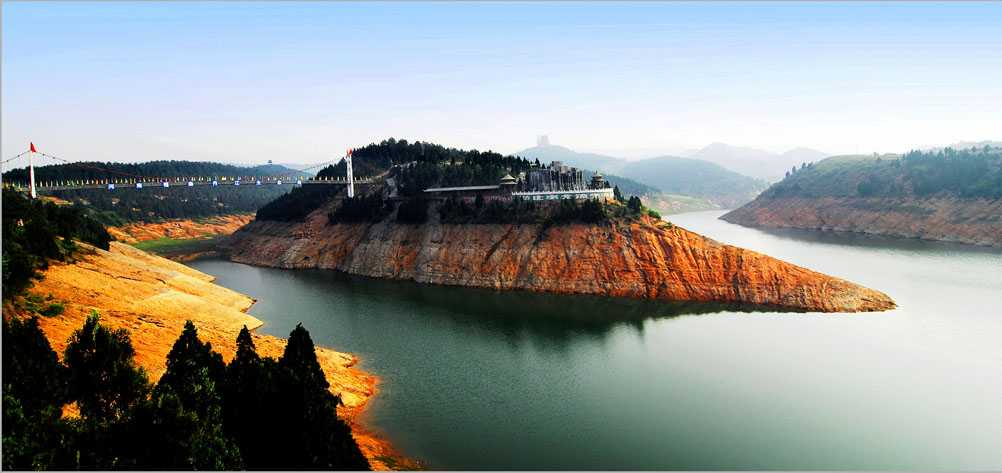
丹江大观苑景区

淅川境内冈恋起伏，纵横交错，河流交织。西北连接秦岭余脉，北部衔接伏牛山麓，西南则是群山连绵，环绕着汉江最大的支流丹江。这样的自然地理赋予了淅川丰厚的旅游资源，境内的丹江湿地自然保护区为国家级自然保护区，主要景点有：
- 陶岔渠：是南水北调中线向中国北方送水的总闸门。
- 丹阳湖生态文化旅游区：是一个正在建设的景区，项目总投资约50亿元，规划建设时间为5年，重点打造丹江口库区淅川辖区内“一城一心三区”：“一城”是指旅游新城，“一心”是指宋岗综合游客服务中心，“三区”是指渠首景区、太子山景区、小三峡景区。
- 丹江大观苑：占地面积12平方公里，是丹江水库周边自然景观最丰富的区域，景区内自然风光秀丽，人文景观荟萃，接待设施较齐全，服务和管理水平位居省内甚至国内一流。
- 香严寺：河南四大名寺之一，始建于唐代，为唐肃宗、唐代宗两朝国师慧忠的修炼道场，唐代宗时奉为国家设置。唐宣宗李忱曾在此削发潜隐7年之久。
- 坐禅谷：坐禅谷景区堪称“中原第一水锈石群”，被誉为“丹江明珠”、“仙境灵谷”，景区集瀑密、石奇、潭深、泉涌、崖峭、洞幽于一体。
- 荆紫关古建筑群：是保存较为完好的一条明清时期的古建筑群，这里的府台衙门、关门、清真寺、平浪宫、万寿宫、古码头等，古色古香，风韵犹存。
- 淅川博物馆：博物馆由郭沫若题词，基本陈列为淅川县历史陈列和楚文化专题陈列,馆藏春秋时期文物4万余件。
- 范蠡公园：为纪念范蠡在牛尾山公园的基础上兴建的一个大型主题公园，突出商圣文化。
- 龙山风景区：素有"十里秀水九连潭，万亩碧野一花园"之称，景区内森林覆盖率达98％以上，有龙角、龙女妆台、龙宫、琵琶潭、玉女潭、龙缸、化石崖、金丝崖、御花园、红花坪、观音石、关帝楼、瀑布等30多处景点。

### 古迹遗址
- 淅川下寺春秋楚墓群：有春秋墓葬25座、车马坑5座，从这座古墓葬群中共发掘出青铜器、玉器7000多件。楚国令尹子庚（相当于国务院总理）便葬于此地。
- 淅川和尚岭与徐家岭楚墓群：是继下寺楚墓之后在河南发现的最大的一批春秋战国时期的楚国贵族墓群，从楚国箴尹（相当于检察院长）克黄的墓内出土了大批精美的青铜器。
- 淅川沟湾新石器时代遗址：是在汉江中游地区首次发现的具有环壕聚落特征的史前遗址。

## 友好城市
- 中华人民共和国河南省中牟县
- 中华人民共和国河南省新郑市
- 中华人民共和国湖北省钟祥市